# Евдокия Макремволитисса

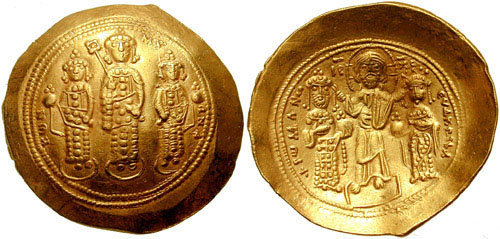
Гистаменон с изображениями Романа IV Диогена и Евдокии

Евдокия Макремволитисса (1021—1096) — императрица Византии по бракам с Константином X Дукой и Романом IV Диогеном.

## Биография
Евдокия — дочь вельможи Евстафия Макремволита, игравшего значительную роль в царствование императора Михаила IV Пафлагонского; славилась красотой, учёностью и утончённым образованием; была второй женой греческого военачальника Константина Дуки, который позже (в 1059 году) под именем Константина X занял византийский имперский престол. От этого брака родилось шестеро детей.
Перед смертью в 1067 году Константин X назначил её правительницей, взяв с неё письменное обещание никогда не выходить замуж, и передал его в руки патриарха Иоанна VIII Ксифилина.
Когда вскоре после этого положение государства потребовало сильного руководителя, Евдокия, влюбившаяся в Романа Диогена, осуждённого за честолюбивые виды на трон и помилованного ею, под предлогом желания выйти замуж за брата патриарха, Варду Ксифилина (греч. Βάρδας Ξιφιλίνος), выманила у патриарха документ и (в возрасте сорока шести лет) вышла замуж за Романа и дала ему место на престоле.
Когда в 1071 году Роман потерпел поражение в Армении и был взят в плен сельджукским султаном Алп-Арсланом, враждебная партия при дворе потребовала, чтобы соправителем Евдокии считался её старший сын Михаил VII Дука. Когда султан за незначительные уступки возвратил Роману свободу, враги последнего (Михаил Пселл и другие) потребовали, чтобы Евдокия объявила Романа лишённым правления. Она отказалась и была в 1071 году пострижена в монахини в основанном ею монастыре Святой Марии на Босфоре, где прожила ещё 25 лет в научных занятиях. Умерла в 1096 году.
Ей долго приписывали историко-мифологический словарь, известный под названием «Иония» (или «Violarium»), но современные критики не относят его даже к её времени.

### Семья
От первого брака с Константином X родились:
- Михаил VII Дука
- Андроник Дука, co-император с 1068 по 1078
- Константин Дука, co-император с 1060 по 1078, умер 1081
- Анна Дукиня, монахиня
- Феодора Дукиня, вышла замуж за Доменико Сельво, дожа Венеции
- Зоя Дукиня, вышла замуж за Адриана Комнина, младшего брата императора Алексея I Комнина

От второго брака с Романом Диогеном родились:
- Никифор Диоген
- Лев Диоген

Михаил Пселл был очень близок к её семье, Евдокия называла его дядей. Согласно ему, она была очень умной и красивой женщиной.